# 科茨山
67°52′S 62°31′E / 67.867°S 62.517°E
科茨山（英語：Mount Coates）是南極洲的山峰，位於麥克羅伯特森地，屬於弗拉姆山脈中大衛山脈的一部分，處於勞倫斯山以南，海拔高度1,280米，該山峰在1931年2月被探險隊發現。